# Ampulex longiclypeus
Ampulex longiclypeus är en  stekelart som beskrevs av Wu och Chou 1985. Ampulex longiclypeus ingår i släktet Ampulex och familjen Ampulicidae. Inga underarter finns listade i Catalogue of Life.